# Astrid Kumbernuss
Astrid Kumbernuss (* 5. Februar 1970 in Grevesmühlen) ist eine ehemalige deutsche Kugelstoßerin. Sie ist Olympiasiegerin 1996 und wurde dreimal Weltmeisterin.

## Leben
Astrid Kumbernuss begann in Waren (Müritz) bei der damaligen BSG Lokomotive Waren/Rethwisch mit der Leichtathletik und wurde 1982 zum SC Neubrandenburg delegiert. Zu Beginn ihrer Karriere war sie auch als Diskuswerferin aktiv, wo ihr größter Erfolg die Silbermedaille bei den Juniorenweltmeisterschaften 1988 war. Ihren ersten Weltmeistertitel im Kugelstoßen gewann Astrid Kumbernuss 1995 in Göteborg. Dabei lag sie 1,18 Meter vor der Zweitplatzierten Huang Zhihong. Das ist der größte Vorsprung, der je bei Olympischen Spielen oder Weltmeisterschaften erreicht wurde. Ihren größten sportlichen Erfolg feierte sie mit dem Sieg bei den Olympischen Spielen 1996 in Atlanta. In den Jahren 1995 und 1996 schien Astrid Kumbernuss unschlagbar, sie gewann 51 Wettkämpfe in Folge. Bei den Olympischen Spielen 2000 gewann sie die Bronzemedaille. Weitere Goldmedaillen gewann sie bei den Weltmeisterschaften 1997 in Athen und 1999 in Sevilla. 1997 wurde sie zur deutschen Sportlerin des Jahres und – als bisher einzige deutsche Leichtathletin (Stand 2019) – zu Europas Leichtathletin des Jahres gewählt. Am 3. September 2005 erklärte sie den Rücktritt vom Leistungssport. Sie startete für den SC Neubrandenburg.
Astrid Kumbernuss hatte bei einer Größe von 1,86 m ein Wettkampfgewicht von 90 kg. 1998 wurde sie Mutter eines Sohnes und wohnt in Neustrelitz. Seit ihrem Karriereende 2005 ist die gelernte Einzelhandelskauffrau für die Barmer GEK tätig.

## Weitere Erfolge im Kugelstoßen
- 1989 Junioreneuropameisterin
- 1992 Deutsche Hallenmeisterin, dritter Platz Halleneuropameisterschaften
- 1993 dritter Platz Deutsche Meisterschaften, sechster Platz Weltmeisterschaften
- 1994 Deutsche Hallenmeisterin, Halleneuropameisterin, dritter Platz Deutsche Meisterschaften
- 1995 Deutsche Meisterin, Europacup-Siegerin
- 1996 Deutsche Meisterin, Deutsche Hallenmeisterin, Halleneuropameisterin, Europacup-Siegerin
- 1997 Deutsche Meisterin, Grand Prix-Gesamtsiegerin, Europacup-Siegerin, Sportlerin des Jahres
- 1999 Deutsche Meisterin, Grand Prix-Gesamtsiegerin
- 2000 Deutsche Meisterin, Europacup-Siegerin
- 2001 sechster Platz bei den Hallenweltmeisterschaften in Lissabon
- 2002 Deutsche Hallenmeisterin, Deutsche Meisterin, vierter Platz bei den Europameisterschaften in München
- 2003 Deutsche Hallenmeisterin, Europacup-Siegerin, Deutsche Meisterin
- 2004 Deutsche Meisterin